# Аполо 12
Аполо 12 (енгл. Apollo 12) била је шеста свемирска мисија у оквиру америчког програма Аполо и друга која је слетела на површину Месеца. Аполо 12 лансиран је 14. новембра 1969. са свемирског центра Кенеди, Флорида, четири месеца након претходне мисије, Аполо 11.  
Командант мисије Пит Конрад и пилот лунарног модула Алан Бин провели су на Месечевој површини укупно један дан и седам сати док је командант модула, Ричард Гордон, остао у летелици.   
Након успешно обављене мисије, летелица се 24. новембра враћа на Земљу, слетевши у Тихи океан.  